# Semuel da Silva
Semuel da Silva (auch Samuel da Silva; * um 1570 vermutlich in Porto; † 3. Januar 1631 in Hamburg) war ein portugiesischer Arzt, Autor und Übersetzer.

## Leben und Wirken
Über das Leben Semuel da Silvas ist wenig bekannt. Nach einem Medizinstudium an der Universität Coimbra verließ er vor 1613 sein Heimatland. Grund für sein Handeln war höchstwahrscheinlich, dass er vor der Inquisition floh. Anschließend lebte er vermutlich kurzzeitig in Amsterdam und kam vor 1616 nach Hamburg. Da Silva nahm aktiv am Leben der dortigen jüdischen Gemeinde teil. 1613 erschien in Amsterdam und Frankfurt seine Übersetzung einer Schrift von Maimonides vom Hebräischen ins Spanische. Mit diesem Werk wollte er Gemeindemitgliedern Mut machen, die vom Christentum zum Judentum zurückgekehrt waren. Eine Liste vom 13. April 1617 führt da Silva als einen der in Hamburg lebenden Portugiesen auf, die Hamburg verlassen wollten, da ihr Niederlassungsprivileg drohte, nicht erneuert zu werden.
Vermutlich in Hamburg lernte Semuel da Silva den Portugiesen Uriel da Costa kennen, der Hamburg um 1623 im Streit gen Amsterdam verließ. Hier arbeitete er an einem umfangreichen Werk. Da Silva gelangte in den Besitz von Teilen da Costas Manuskripts und veröffentlichte dessen Kapitel 23 und 25 in seinem Werk Tratado da immortalidade da alma (Über die Unsterblichkeit der Seele) im Jahr 1623. Da Silva verzichtete dabei auf die namentliche Nennung da Costas, „um das Blut, aus dem dieser abstamme, nicht zu entehren“. Von diesem Werk sind heute neun Exemplare bekannt.
Uriel da Costa veröffentlichte seine Schrift Exame das tradições phariseas (Prüfung der pharisäischen Tradition) ein Jahr später in Antwerpen und kritisierte darin die vorherrschende Orthodoxie äußerst hart. Aufgrund der von Semuel da Silva an Uriel da Costa geäußerten Kritik wurde dieser aus der jüdischen Gemeinde Antwerpens ausgeschlossen.
Semuel da Silva war verheiratet mit Ribca, mit der er die Tochter Sara Mussaphia hatte. Die Gräber der Familie befinden sich auf dem Hamburger Portugiesenfriedhof.

## Ausgaben
- Herman Prins Salomon, Isaac S. D. Sassoon (Hrsg.): Uriel da Costa: Examination of Pharisaic Traditions. Exame das tradições phariseas. Facsimile of the unique copy in the Royal Library of Copenhagen. Supplemented by Semuel da Silva's Treatise of the Immortality of the Soul. Tratado da immortalidade da alma. Brill, Leiden 1993, ISBN 90-04-09923-9